# Микадо (игра)
 Тази статия е за играта с пръчици.  За птицата вижте Микадо.  
Микадо е игра с дървени пръчици, развиваща физическите умения, вниманието и наблюдателността.
Класическият комплект за микадо съдържа 41 дървени пръчици, обичайно с дължина около 15 cm, които са разпределени в пет категории и са означени съответно с различни цветови комбинации. Разцветките могат да варират в различните комплекти, но наименованията на отделните видове пръчици са относително постоянниː
- Микадо („император“)ː 1 брой, 20 точки;
- Мандарин („висш сановник“)ː 5 броя, 10 точки;
- Бонзен („будистки монах“)ː 5 броя, 5 точки;
- Самурай („японски воин“)ː 15 броя, 3 точки;
- Кули („работник“)ː 15 броя, 2 точки.

Сумарният брой точки, които носят пръчиците в комплекта, е 170. Целта на всеки играч е да извади колкото се може повече на брой и „по-скъпи“ пръчици.

## Правила
За микадо е необходима маса или друга равна повърхност. В началото на играта първият играч събира всички пръчици на сноп и ги придържа между пръстите си вертикално на игралната повърхност. С рязко отваряне на ръката си ги оставя да се разпилеят. Вторият поред играч започва да изважда пръчиците – една по една, като е възможно да ползва и двете ръце, както и пръчица от вече успешно изтеглените. Играчът не бива да докосва други пръчици, освен тази която се стреми да изтегли. При грешка, редът отива при следващия играч.
Рундът приключва, когато всички пръчици са изтеглени от игралната повърхност. Играят се толкова на брой рундове на играта, колкото са участниците, като всеки от тях трябва да има възможност да стартира играта с разпиляване на пръчиците върху масата.

### Вариации
Правилата на играта „микадо“ допускат различни вариации и може да е въпрос на договорка между играчите:
- кой вид или кои видове пръчици могат да се ползват за помощни: в класическия вариант – само пръчицата „Микадо“, в по-опростени варианти – може да се използват и „Мандарин“, а дори и „Бонзен“;
- какво се прави в случай на грешка: пръчицата се оставя в купчината, или се взима, но точките от нея не се сумират към резултата на играча.